# Sous-région de Kajaani
La sous-région de Kajaani (finnois : Kajaanin seutukunta) est une sous-région de Kainuu en Finlande. 
Au niveau 1 (LAU 1) des unités administratives locales définies par l'Union européenne elle porte le numéro 182.

## Municipalités
La sous-région de Kajaani est composée des municipalités suivantes :
| Blason              | Municipalité              |
| ------------------- | ------------------------- |
| Kajaanin vaakuna    | Kajaani (ville)           |
| Paltamon vaakuna    | Paltamo (municipalité)    |
| Ristijärven vaakuna | Ristijärvi (municipalité) |
| Sotkamon vaakuna    | Sotkamo (municipalité)    |

## Population
Depuis 1980, l'évolution démographique de la sous-région de Kajaani est la suivante:
| Année      | 1980   | 1985   | 1990   | 1995   | 2000   | 2005   | 2010   | 2015   |
| ---------- | ------ | ------ | ------ | ------ | ------ | ------ | ------ | ------ |
| population | 57 389 | 58 674 | 58 386 | 58 109 | 56 234 | 54 739 | 54 256 | 52 984 |